# Bilel Herbache
Bilel Herbache (sinh ngày 4 tháng 1 năm 1986) là một cầu thủ bóng đá người Algérie thi đấu cho USM Bel-Abbès ở vị trí tiền vệ.